# Ибрагимов, Турпал-Али Вахаевич
Турпал-Али Вахаевич Ибрагимов (род. 24 июля 1979, Герменчук) — российский чеченский политик, первый заместитель руководителя Администрации главы и правительства Чечни, бывший глава Шалинского района. Двоюродный брат Рамзана Кадырова; кличка — «Быстрый».
Родился и вырос в селе Герменчук Шалинского района. Закончив в 1997 году школу, стал старшим экономистом сельского госхоза. С 2001 по 2006 год работал в МВД Чечни. С 2005 года учился в Государственном университете управления на факультете «Финансы и кредит», откуда в 2009 году перевёлся в Махачкалинский институт финансов и права. С того же 2009 года заочно учился на юриста в Чеченском государственном университете. Закончил оба ВУЗа. В 2010 году стал мэром Шали, в 2012 году возглавил Шалинский район. Бежавший из страны сержант полка имени Кадырова заявил, что в январе 2017 года Ибрагимов лично участвовал во внесудебных казнях задержанных чеченцев.
4 декабря 2018 года, находясь за рулём «Мерседеса» на грозненской улице, на большой скорости врезался в «Жигули». 22-летняя и 3-летняя пассажирки «Жигулей» погибли на месте, их водитель позже скончался в больнице. Сперва власти отрицали нахождение Ибрагимова за рулём «Мерседеса». Затем советник Кадырова по делам религии Адам Шахидов опубликовал видео, где родственники погибших хвалят профессионализм Ибрагимова и просят Кадырова не наказывать и не увольнять его. Ранее Кадыров приравнял нарушителей ПДД к террористам, республиканское телевидение часто показывает видеозаписи, где водители публично извиняются за не повлекшие ДТП нарушения правил.
30 января 2020 года Ибрагимов пришёл в районную администрацию с побритой головой и потребовал от всех подчинённых так же на следующий прийти на работу с бритой налысо головой. Единственный не подчинившийся был в тот же день уволен. В марте 2021 года в ходе кадровых перестановок в республике Ибрагимов был переведён на должность первого заместителя руководителя Администрации главы и правительства Чечни.
1 июля 2024 года назначен главой администрации Шалинского района Чеченской Республики.

## Санкции
Включён в санкционные списки США из-за вторжения России на Украину, 16 декабря 2022 года внесён в санкционный список стран Евросоюза из-за связей с Рамзаном Кадыровым. С 21 декабря 2022 года попал под санкции Швейцарии и Японии.

## Награды
- Медаль «Памяти Ахмат—Хаджи Кадырова, первого Президента Чеченской Республики» (13 мая 2018) — за исключительные заслуги, снискавшие уважение и почет в обществе, многолетнюю активную деятельность, направленную на благо Чеченской Республики